# Jacob Pleßner
Jacob Pleßner (geboren 18. August 1871 in Berlin; gestorben 20. Oktober 1936 ebenda) war ein jüdischer deutscher Bildhauer.

## Leben
Pleßner war der Enkel des Rabbiners Salomon Plessner. Er erhielt zunächst eine vierjährige Ausbildung in Bauplastik. Als Schüler des Bildhauers Ernst Westphal lernte er das Bildhauerhandwerk. Dann bereitete er sich bei dem Maler Adolph von Menzel für ein Studium vor. Er studierte von 1896 bis 1901 an der Berliner Kunstakademie unter den Professoren Gerhard Janensch, Ernst Herter, Peter Breuer und Tierstudien bei Paul Friedrich Meyerheim. Für sein Relief Nach der Arbeit erhielt er den Michael-Beer-Preis der Michael Beer'schen Stiftung zur Unterstützung unbemittelter Maler und Bildhauer jüdischer Religion. Dieser ermöglichte im von 1901 bis 1903 den Aufenthalt in der Villa Strohl-Fern in Rom.
Plessner wohnte zuletzt in Berlin in der Lessingstraße 23 in NW 87. Er wurde in Berlin-Weißensee auf dem jüdischen Adass-Jisroel-Friedhof begraben.
In Veröffentlichungen zu Lebzeiten wurde sein Vorname mal mit „c“, mal mit „k“ und der Nachname mit „ss“ oder mit „ß“ geschrieben. Er selbst unterschrieb einen Brief mit „Jacob Plessner“, ebenso steht es im handschriftlichen Lebenslauf.

## Werke (Auswahl)

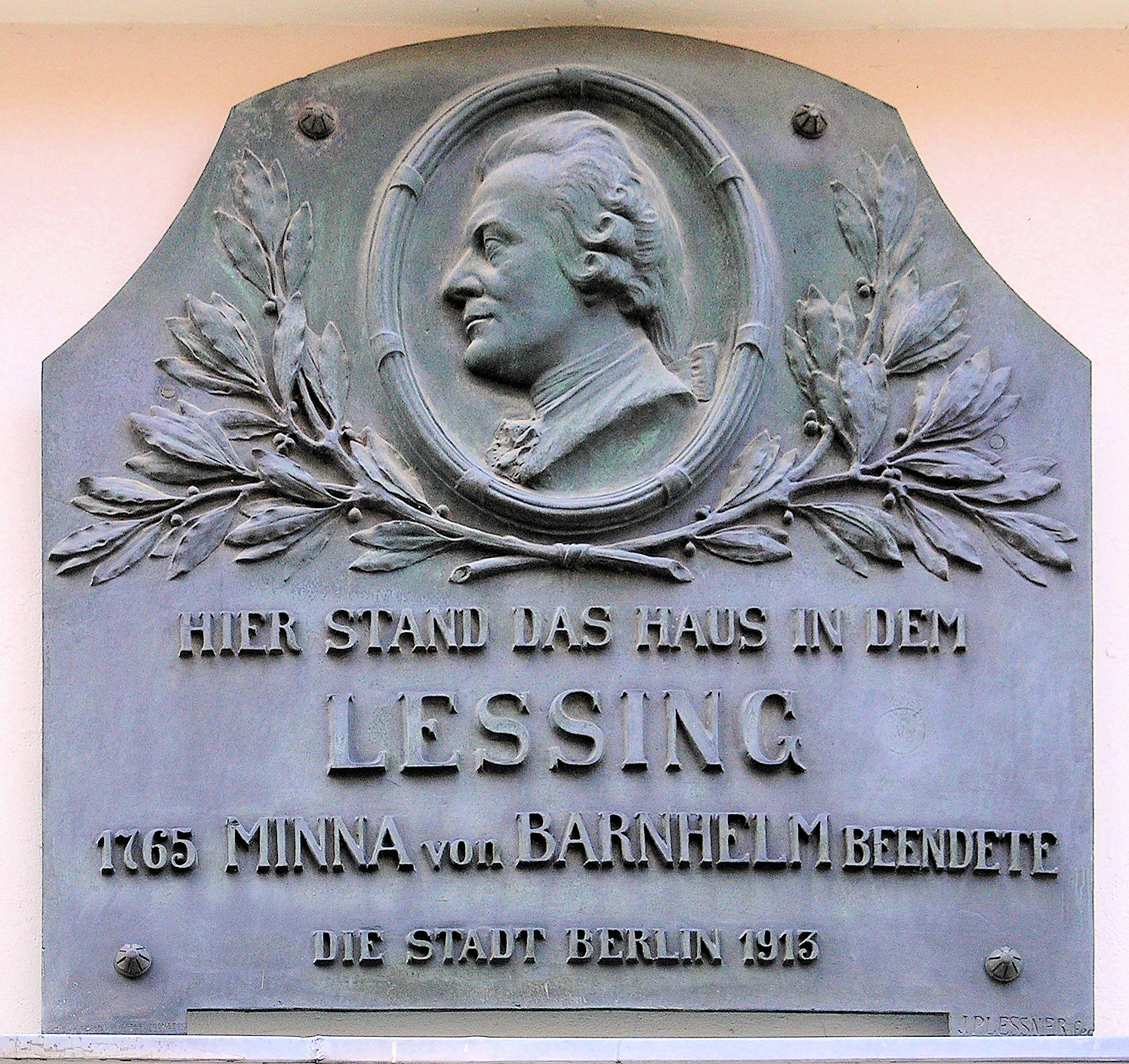
Gedenktafel Gotthold Ephraim Lessing, heutiger Anbringungsort Nikolaikirchplatz 7, Berlin-Mitte (2007)

- 1902: Plastik Bettelweiber von Perugia, Bronze; ausgestellt 1907 auf der Dresdener Ausstellung, Ankauf der Königin Wilhelmina der Niederlande
- 1908: Relief Auf dem Felde (Bauern mit Ochsengespann), Bronze, signiert
- Tête-à-Tête, Bronze, 1908 verkauft vom Kunstverein Erlangen[8]
- 1913: Gedenktafel Gotthold Ephraim Lessing am Kaufhaus Tietz am Berliner Königsgraben, wo dessen Berliner Wohnhaus stand[9]
- 1929: Büste Moses Mendelssohn, Bronze[10]
- Büste Oscar Tietz, Bronze
- Büste Frau Minister von Studt, Bronze
- Büste des Fabrikanten und Stadtverordneten Louis Sachs, Bronze
- Relief Rudolf Virchow, Bronze
- Porträt-Statuette des Schauspielers Fritz Richard als alter Bauer, Bronze
- 1929: Ehrentafel Minna Schwarz (1859–1936), schwarze Steintafel, am oder im Minna-Schwarz-Heim, Brunnenstraße 41, Berlin-Mitte (abgegangen)[11]

## Presse-Publikation Pleßners
- Kunstschutz und Staatsanwalt. Eine zeitgemäße Betrachtung. In: Der Kunstwanderer, 2. Novemberheft 1921, S. 128[12]